# Talladora de engranajes

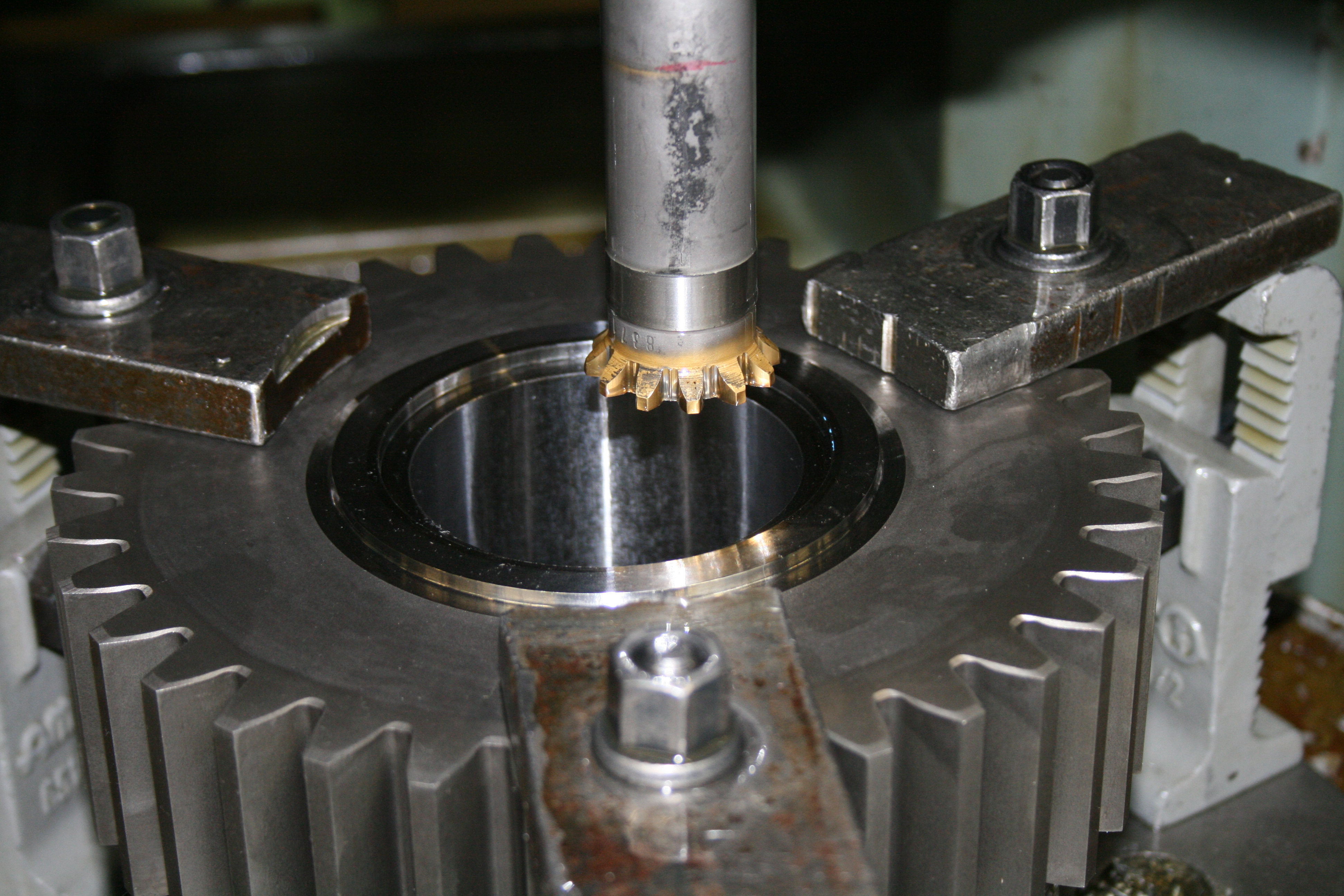
Fresadora

La talladora de engranajes es una herramienta utilizada para efectuar el mecanizado de los dientes de los engranajes a partir de un cilindro base.

## Historia
Es muy posible que fuera el francés Phillipe de Lahire el primero en concebir el diente de perfil en evolvente en 1695, muy poco tiempo después de que Roemer concibiera el epicicloidal.
La primera aplicación práctica del diente en evolvente fue debida al suizo Leonhard Euler (1707). En 1856, Christian Schiele descubrió el sistema de fresado de engranajes rectos por medio de la fresa madre, pero el procedimiento no se llevaría a la práctica hasta 1887, a base de la patente Grant.
En 1874, el norteamericano William Gleason inventó la primera fresadora de engranajes cónicos y gracias a la acción de sus hijos, especialmente su hija Kate Gleason (1865-1933), convirtió a su empresa Gleason Works, radicada en Rochester (Nueva Llora, EE. UU.) en una de los fabricantes de máquinas herramientas más importantes del mundo.
En 1897, el inventor alemán Robert Hermann Pfauter (1885-1914), inventó y patentó una máquina universal de dentar engranajes rectos y helicoidales por fresa madre. A raíz de este invento y otros muchos inventos y aplicaciones que realizó sobre el mecanizado de engranajes, fundó la empresa Pfauter Company que, con el paso del tiempo, se ha convertido en una multinacional fabricante de todo tipo de máquinas-herramientas.
En 1906, el ingeniero y empresario alemán Friedrich Wilhelm Lorenz (1842-1924) se especializó en crear maquinaria y equipos de mecanizado de engranajes y en 1906 fabricó una talladora de engranajes capaz de mecanizar los dientes de una rueda de 6 m de diámetro, módulo 100 y una longitud del dentado de 1,5 m.
A finales del siglo XIX, coincidiendo con la época dorada del desarrollo de los engranajes, el inventor y fundador de la empresa Fellows Gear Shaper Company, Edwin R. Fellows (1846-1945), inventó un método revolucionario para mecanizar tornillos sin fin glóbicos tales como los que se montaban en las cajas de dirección de los vehículos antes de que fuesen hidráulicas.
En 1905, M. Chambon, de Lyon (Francia), fue el creador de la máquina para el dentado de engranajes cónicos por procedimiento de fresa madre. Aproximadamente por esas fechas André Citroën inventó los engranajes helicoidales dobles.

## Clasificación por procedimientos de producción
En función del procedimiento de producción empleado se clasifican en dos grandes grupos:
- Talladora de engranajes por reproducción.
- Talladora de engranajes por generación.

### Talladoras por reproducción
En las talladoras de ruedas dentadas por reproducción, el borde cortante de la herramienta es una reproducción exacta del hueco entre dientes contiguos, por lo que se precisa de un número elevado de herramientas, debido a que el hueco interdental varía en función del módulo y del número de dientes. A estas herramientas se les conoce con el nombre de "cortadores conformadores".
Las talladoras de engranajes por reproducción pueden ser de dos tipos:
- Cepilladora: La herramienta tiene un perfil cortante, perpendicular a la dirección de su movimiento. Este perfil coincide con el contorno del hueco interdental del engranaje a tallar.

La herramienta realiza un movimiento de vaivén sobre el cilindro base, cortando el material correspondiente al hueco interdental. Al terminar esta operación, el cilindro base gira un ángulo de valor 1/z (siendo z, el número de dientes) para repetir la operación de cepillado del siguiente hueco. 
- Fresadora: La herramienta utilizada es una fresa especial estandarizada, denominada “fresa de módulo”. Sus dientes tienen perfiles con la forma del hueco interdental. La fresa penetra en el cilindro base realizando el mecanizado, posteriormente vuelve a su posición inicial y el cilindro base giran un ángulo de valor 1/z (siendo z, el número de dientes) para repetir la operación de fresado del siguiente hueco.

Es necesario una fresa específica para cada módulo y número de dientes, pero debido al alto coste que esto supone, habitualmente, se utilizan juegos de 8 fresas por módulo, lo que se traduce en una inexactitud el los perfiles.

### Talladoras por generación
Las talladoras de engranajes por generación se basan en las propiedades de la evolvente. Los dientes de perfil de evolvente se pueden tallar mediante herramientas de perfil rectilíneo, en las que la herramienta de corte avanza a medida que la rueda gira sobre su centro.
La ventaja de las talladoras por generación es su elevada precisión, asegurando un perfecto y silencioso funcionamiento a grandes velocidades.
Las talladoras de engranajes por generación pueden ser de varios tipos:
- Talladoras de engranajes con piñón generador: Como herramienta de corte se emplea una rueda dentada con bordes cortantes a la que se hace rodar sobre el cilindro base que se pretende tallar.

Presenta las ventajas del mecanizado continuo, no siendo necesario el reposicionado de la herramienta, permite la generación de engranajes interiores y con una sola herramienta se pueden fabricar engranajes de un mismo módulo y número de dientes diferentes.
La desventaja es que el piñón generador es muy difícil de elaborar y cualquier defecto de este se reproduce fácilmente en la pieza mecanizada.
- Talladoras de engranajes con cremallera: La herramienta tiene forma de cremallera, de módulo igual al del engranaje a tallar. El movimiento de corte es un movimiento de vaivén de la herramienta en la dirección del eje del cilindro base. Con este método se generan las dos caras del diente simultáneamente.

Para la fabricación, se parte de un disco de radio igual al radio de cabeza del engranaje a generar, se enfrenta este al cortador y se hace avanzar la herramienta de modo que penetre en el cuerpo de la rueda hasta que su línea media sea tangente a la circunferencia primitiva de referencia de esta última. Luego, después de cada golpe de corte, se hace girar el cuerpo de la rueda ligeramente, al mismo tiempo que se desplaza longitudinalmente la cremallera, tal como lo haría una cremallera real al engranar con la rueda ya acabada. Este movimiento se repite hasta llegar a completar una distancia igual al paso circular. En ese momento, se habrá completado el tallado de un diente, y se reposiciona la cremallera para proceder al mecanizado del siguiente. De este modo, los flancos de los dientes resultan como envolventes del flanco recto de la herramienta, en su movimiento de rodadura sobre la circunferencia primitiva de referencia.
El principal inconveniente es que el mecanizado no es continuo por lo que es necesario el reposicionado de la herramienta. Es uno de los métodos más frecuentes.
- Talladoras de engranajes por cepillado: La herramienta de corte utilizada es de cara plana, el movimiento de la herramienta es de vaivén. Este método ha caído en desuso quedando algo anticuado.
- Talladoras de engranajes con fresa madre: La herramienta utilizada es un tornillo sinfín denominado "fresa madre", los dientes son rectos, como en el caso de la cremallera, pero el eje de la herramienta debe estar desalineado un valor igual al ángulo de avance de la hélice del tornillo, para tallar engranajes rectos.

Es un proceso de mecanizado continuo, por lo que no hay que reposicionar la herramienta siendo por eso más exacto que otros métodos. Es uno de los procesos de fabricación de engranajes más utilizados.
Para la generación de engranajes helicoidales se le debe suministrar al eje de la fresa un ángulo para, además de compensar la inclinación de la fresa proporcionarle a la rueda dentada el ángulo deseado.